# استفتاء نظام حكومة قرغيزستان 2021
استفتاء نظام حكومة قيرغيزستان عقد في قرغيزستان في 10 يناير 2021 إلى جانب الانتخابات الرئاسية. سأل الاستفتاء الناخبين عما إذا كان يتعين على قيرغيزستان تبني نظام حكم رئاسي أو نظام برلماني أو عدم تبني أي منهما.

## خلفية
في 10 أكتوبر 2020 دعا القائم بأعمال الرئيس صدير جاباروف في الاجتماع الاستثنائي بمقر إقامة الدولة مع أعضاء البرلمان إلى إصلاح دستور قيرغيزستان الذي اقترح فيه عدم وجود رئيس للحكومة بل نظام كورولتاي. كما اقترح فكرة تقليص عدد النواب. في 19 أكتوبر أعلن جاباروف عن محاولته الانتخابية المحتملة للعمل لفترة كاملة إذا قامت الدولة بتعديل دستورها للسماح بذلك. في مقابلة مع قناة الجزيرة أوضح جابروف رؤيته لدستور جديد سيكون بدون نظام برلماني. لقد أعرب عن تعاطفه مع حاجة بلد ما للعودة إلى نظام التصويت ذي التفويض الفردي وجعل كورولتاي أهم هيئة حكومية عاملة حيث سيقدم الرئيس ورئيس الوزراء تقارير إلى ها ويتم فصلهما في حالة ضعف الأداء. زعم جاباروف أن قرغيزستان تحولت إلى شكل برلماني للحكومة في وقت مبكر جدًا بسبب عقلية مواطني البلاد وذكر أنه سيكون من الممكن أن يكون هناك حكم برلماني مرة أخرى فقط في غضون 25 إلى 30 سنة القادمة. في 22 أكتوبر صوت المجلس الأعلى لتأجيل إعادة الانتخابات البرلمانية وبدلاً من ذلك ينتظر الإصلاح الدستوري الجديد الذي روج له جاباروف.
تلقى جاباروف انتقادات واتهامات بمحاولة الاستيلاء على السلطة وإعادة تأسيس نظام استبدادي على غرار رئاسة عسكر أكاييف قبل الإطاحة به في عام 2005. وقد رفض هذه المزاعم خلال تجمع حاشد في أوش حيث أخبر السكان أن «جميع المقترحات المتعلقة ستتم مناقشة الإصلاحات بشكل علني مع الشعب. في غضون 10-15 يومًا، نتوقع الانتهاء من تحديد المقترحات ثم تقديمها إلى المجلس الدستوري الذي سيتم إنشاؤه .... سيكون جميع المواطنين المهتمين وممثلي المنظمات غير الحكومية يُسمح له بالانضمام إلى المجلس الدستوري، وستبث جلساته على الهواء مباشرة على شاشة التلفزيون، وستُعرض المقترحات على المناقشات العامة، ويُتخذ القرار النهائي بشأنها عبر الاستفتاء».
في 17 نوفمبر 2020 تم الإعلان عن مسودة الدستور الجديد مع موعد إجراء الاستفتاء في 10 يناير 2021 وهو نفس يوم إجراء الانتخابات الرئاسية. في نهاية المطاف تم خفض محتوى الاستفتاء إلى سؤال حول طبيعة النظام السياسي، حيث طُلب من الناخبين التصويت للنظام البرلماني القائم، أو التغيير نحو نظام رئاسي، أو لا أحد منهما.

## النتيجة
وفقًا للنتائج الرسمية لكل من السلطات الانتخابية في البلاد، صوّت 1.394.021 مواطنًا قيرغيزيًا في الاستفتاء، وهو ما يمثل 39.12٪ من الإقبال من إجمالي 3563,574 مؤهلًا للتصويت. كان التحول إلى نظام رئاسي هو الخيار المفضل بنسبة 84.1٪ من الناخبين، فيما اختار 11.3٪ الإبقاء على النظام البرلماني الحالي، وصوت 4.6٪ ضد كلا الخيارين. تم استلام إجمالي 197 صوتًا من الصناديق المحمولة غير الصالحة.
حصل اقتراح النظام الرئاسي على أقوى دعم له في منطقة إيسيك كول، حيث حصل على ما يقرب من 90٪ من إجمالي الأصوات، والأضعف في منطقة العاصمة بيشكيك، حيث حظي بتأييد ما يقرب من 57٪ من الناخبين. وبالمثل كان التأييد للاحتفاظ بالنظام البرلماني الأعلى في بيشكيك 33.8٪ والأدنى في إيسيك كول 5.41٪. كان لمنطقة بيشكيك أيضًا أعلى نسبة من الناخبين الذين صوتوا ضد كلا النظامين حوالي 7.6 ٪ من المجموع. وسيُجرى استفتاء ثان من المقرر إجراؤه مبدئيًا في مارس 2021، للتصويت على مشروع دستور جديد، يغير رسميًا شكل الحكومة.